# Cecilio Paniagua
Cecilio Paniagua Rodríguez (Terque, Almería, 8 de diciembre de 1911 - Madrid, 24 de enero de 1979), fue un director de fotografía, fotógrafo, cámara e iluminador cinematográfico español.

## Fotografía
Se da a conocer en 1935 en la revista Cuatro Estaciones. En el primer número de esta revista ilustra un texto de Wenceslao Fernández Flórez sobre la vida nocturna de la ciudad. En el segundo número retrata a los jinetes de polo del Club de Campo.
Estas fotos de Paniagua entroncan con la mejor fotografía internacional del momento.
Son imágenes que buscan ángulos verticales y visiones fragmentarias de la realidad.
Paniagua trabajó, como muchos otros grandes fotógrafos, para el Patronato Nacional de Turismo que posteriormente se transformaría en la Dirección General de Turismo.
Los encargos que reciben los fotógrafos consisten en recoger la vida de las gentes, las ciudades y el campo, ampliándose así la temática anterior del Patronato más centrada en los monumentos civiles y religiosos de España.
La visión de la España interior de este fotógrafo, junto con otros, da a conocer una imagen de la dureza de la vida en el campo, acercando su conocimiento a todas las gentes.

«La fotografía moderna tiende a hacer notar que en todo hay un valor y que la poesía esta en todo. Que, a cada paso, en cada instante, en cada pequeñez y hasta en un trazo, existe materia de admiración»

Destacar pues, sus obras sobre el paisaje de Castilla, sus rincones blancos de puertos andaluces y sus vistas de Madrid.
En la actualidad estos fondos fotográficos del Patronato de Turismo se encuentran en el Archivo de la Dirección General del Estado en Alcalá de Henares.
Los fondos fotográficos de Paniagua han sido adquiridos por el Estado y se encuentran en la fototeca de la Biblioteca Nacional en Madrid.

## Filmografía destacada
Trabajó en más de 100 películas con diversos directores, entre ellos Fernando Fernán Gómez, Antonio Mercero, Tonino Ricci, José María Forqué, Jaime de Armiñán, Pedro Lazaga, Vicente Escrivá, José Luis Sáenz de Heredia, Juan Antonio Bardem, Juan de Orduña, Florián Rey, Luis García Berlanga, Antonio del Amo, Ladislao Vajda, Benito Perojo e incluso Enrique Jardiel Poncela, en sus cortometrajes Definiciones, El fakir Rodríguez, Letreros típicos y Un anuncio y cinco cartas (1938). 
Participó en varias películas durante el boom del spaghetti western en su tierra natal, Almería.
Se ha codeado también con otros cineastas como Orson Welles.
Como director de fotografía
| - Companys, procés a Catalunya (1979) - Los restos del naufragio (1978) - Mi hija Hildegart (1977) - Las delicias de los verdes años (1976) - La querida (1976) - El pícaro (1974) (serie de TV) - Don Juan (1974) - Los pajaritos (1974) - El diablo se lleva a los muertos (1973) - La isla del tesoro (1972) - Ella... ellos... y la ley (1972) - The Hunting Party (1971) - La luz del fin del mundo (1971) - Adiós, cordera (1969) - 100 rifles (1969) - Un diablo bajo la almohada (1968) - Las que tienen que servir (1967) | - Yo he visto a la muerte (1967) - Zarabanda Bing Bing (1966) - Posición avanzada (1966) - Mathias Sandorf (1963) - Marcha o muere (1962) - El hombre de la isla (1961) - El indulto (1961) - Siega verde (1960) - Un ángel tuvo la culpa (1960) - El hereje (1958) - Sonatas (1959) - Misión en Marruecos (1959) - Música de ayer (1959) - La Tirana (1958) - Dos novias para un torero (1956) - Esa voz es una mina (1956) - Congreso en Sevilla (1955) - La cruz de mayo (1955) | - Felices pascuas (1954) - Novio a la vista (1954) - Manicomio (1954) - El diablo toca la flauta (1953) - Historia en dos aldeas (1951) - Andalousie (1951) - Aventuras de Juan Lucas (1949) - Barrio (1947) - Luis Candelas, el ladrón de Madrid (1947) - Espronceda (1945) - El camino de Babel (1945) - Goyescas (1942) - Definiciones (1938) - El fakir Rodríguez (1938) - Letreros típicos (1938) - Un anuncio y cinco cartas (1937) - Canto a la emigración (1935) |

Como cámara e iluminador
- La luz del fin del mundo (1971)
- Patton (1970)
- La caída del Imperio Romano (1964)
- El escándalo (1943)
- Boda en el infierno (1942)
- Raza (1942)

## Premios
Medallas del Círculo de Escritores Cinematográficos.
| Año  | Categoría                          | Película             | Resultado |
| ---- | ---------------------------------- | -------------------- | --------- |
| 1951 | Mejor fotografía                   | Parsifal             | Ganador   |
| 1956 | Mejor fotografía en blanco y negro | Un traje blanco      | Ganador   |
| 1958 | Mejor fotografía en blanco y negro | La noche y el alba   | Ganador   |
| 1961 | Mejor fotografía                   | El hombre de la isla | Ganador   |